# Louis Roppe

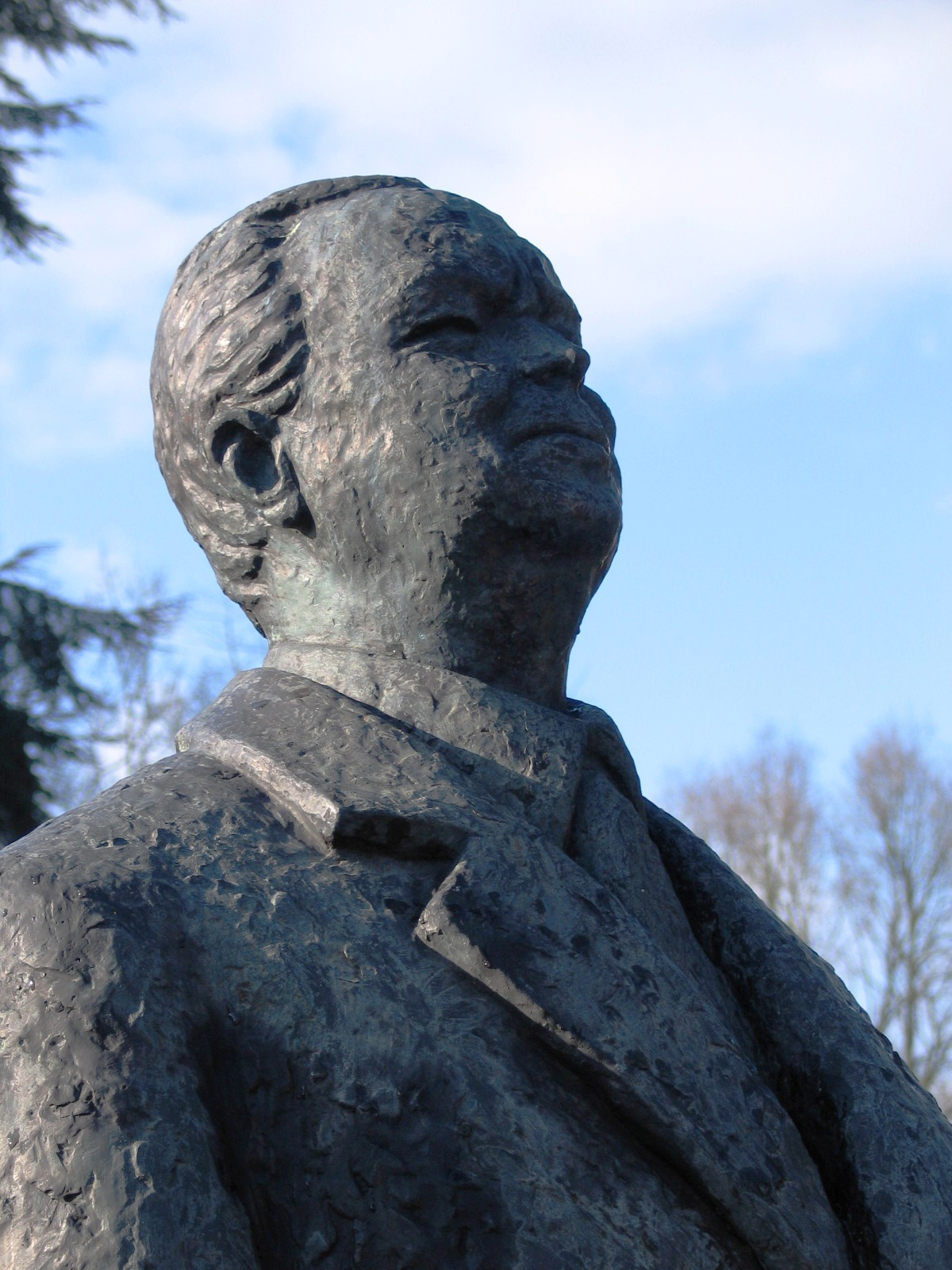
Een standbeeld van Louis Roppe in het domein Bokrijk

Louis Ignace Jozef Hendrik Roppe (Heers, 21 februari 1914 – Hasselt, 25 februari 1982) was een Belgisch jurist en historicus. Hij was onder andere volksvertegenwoordiger en gouverneur van de Belgische provincie Limburg.

## Levensloop
Zijn vader Jozef Jan Roppe was burgemeester van Heers. Louis Roppe was gehuwd met Truda Vinken (1912-2009). Hun zoon Louis Roppe jr. werd burgemeester van Hasselt. Hun dochter Annemie Roppe was volksvertegenwoordiger voor spirit.
Na de humaniora in het kleinseminarie in Sint-Truiden, en na kandidaturen aan de Facultés Universitaires Notre-Dame de la Paix in Namen, promoveerde hij in 1936 tot doctor in de rechten en in 1937 tot licentiaat in het notariaat aan de Katholieke Universiteit Leuven. Hij vestigde zich als advocaat in Tongeren. Hij verdedigde onder meer de taalgrensactivist Flor Grammens.
Aan de universiteit was Roppe voorzitter van het Jeugdverbond van de Katholieke Actie en stichtte hij de Vlaamsgezinde studentenclub Ik Dien. Van 1947 af was hij voorzitter van het Davidsfonds in Tongeren.
Louis Roppe werd politiek actief voor de CVP. Voor deze partij was hij van 1946 tot 1950 gemeenteraadslid van Tongeren en van 1947 tot 1950 lid van de Kamer van volksvertegenwoordigers voor het arrondissement Tongeren-Maaseik. Daarna was hij van 1950 tot 1978 provinciegouverneur van Limburg. In 1978 nam hij ontslag om gezondheidsredenen.
Hij ijverde voor de oprichting van een Limburgse universiteit, een doel dat in 1971 werd gerealiseerd, en voor de economische uitbouw van de provincie na het verdwijnen van de steenkoolindustrie. Als gouverneur stimuleerde hij de culturele samenwerking tussen de beide "Limburgen". De Universiteit Hasselt vernoemde een aula in hun rechtenfaculteit naar hem als eerbetoon.
Louis Roppe was initiatiefnemer voor het tot stand komen van het Domein Bokrijk met de uitbouw van het openluchtmuseum, waarmee hij het landelijk gebouwenpatrimonium van Vlaanderen wilde bewaren. Het latere initiatief tot wederopbouw van stedelijke Antwerpse gebouwen in een rurale omgeving was omstreden. Ook was hij in 1959 betrokken bij de oprichting van de Kultuurraad van Vlaanderen en in 1968 betrokken bij de splitsing van de Katholieke Universiteit Leuven, waarvan hij curator was.
Bovendien was hij actief als historicus die verscheidene studies publiceerde over de Franse tijd in België en het Verenigd Koninkrijk. Onder zijn gouverneurschap ontstond in 1958 de Provinciale Bibliotheek van Hasselt, een studiecentrum rond de Boerenkrijg en het Franse bewind. Ook was hij van 1972 tot 1979 een van de hoofdredacteurs van de publicatie Twintig Eeuwen Vlaanderen.

## Publicaties
- De steenkool en haar probleem, Hasselt, 1948.
- De pachtovereenkomst, Brussel, 1951.
- Voor de groei en de bloei van Limburg, Hasselt, 1951.
- Ontstaan en werking van de Limburgse economische raad, in: Politicaberichten, 1956.
- Een omstreden huwelijk. Koning Willem Frederik, Graaf van Nassau en de Gravin van Nassau, geboren Henriëtte d'Oultremont de Wégimont, Kasterlee, 1962.
- Universitair onderwijs in Limburg Hasselt, 1967.